# Boophis roseipalmatus
Boophis roseipalmatus Glaw, Köhler, De La Riva, Vieites & Vences, 2010 è una rana della famiglia Mantellidae, endemica del Madagascar.